# Jean Theodore Stracké
Jean Theodore (Johan) Stracké (Dorsten, 18 juli 1817 - Keulen, 11 november 1891) was een Duits-Nederlands beeldhouwer.

## Leven en werk
Jean Theodore Stracké was een zoon van Ignatius Johannes Stracké, kunstschilder en beeldhouwer die zich in Arnhem vestigde. Ook zijn broers Gottfried en Frans werden beeldhouwer. Jan verhuisde in 1842 met zijn ouders naar Arnhem, daarna werd hij leerling in Brussel van Willem Geefs en Karel Geerts. Na wat omzwervingen in Duitsland, Engeland en Frankrijk vestigde hij zich in 1848 in Rotterdam. Daar werd hij aangesteld als docent aan de Academie van Beeldende en Technische Kunst. Na 1860 pendelde hij heen en weer tussen Duitsland (Münster en Berlijn) en Nederland. In 1865 werd hij docent aan de Teeken en Ambachtschool van de Maatschappij voor de Werkende Stand in Amsterdam en werd hij ingeschakeld bij de realisatie van het Vondelmonument, naar het ontwerp van Louis Royer. Van 1876 tot 1891 was hij directeur van de Koninklijke School voor Nuttige en Beeldende Kunsten in 's-Hertogenbosch. Zijn twee zoons Frans en Leo werden beide later ook verdienstelijk in de beeldende kunst.

## Enkele werken
- 1848 gevelbeeld De Ruyter voor het Zeemanshuis, Rotterdam
- 1852 Mercuriusbeeld gevel de Beurs in Rotterdam (ontwerp van Ary Scheffer)
- 1860 standbeeld van dichter Hendrik Tollens, Het Park (Rotterdam)
- 1869 grafmonument van Jacob van Lennep, Oosterbeek
- 1883 standbeeld van Jan van Nassau, Domplein, Utrecht

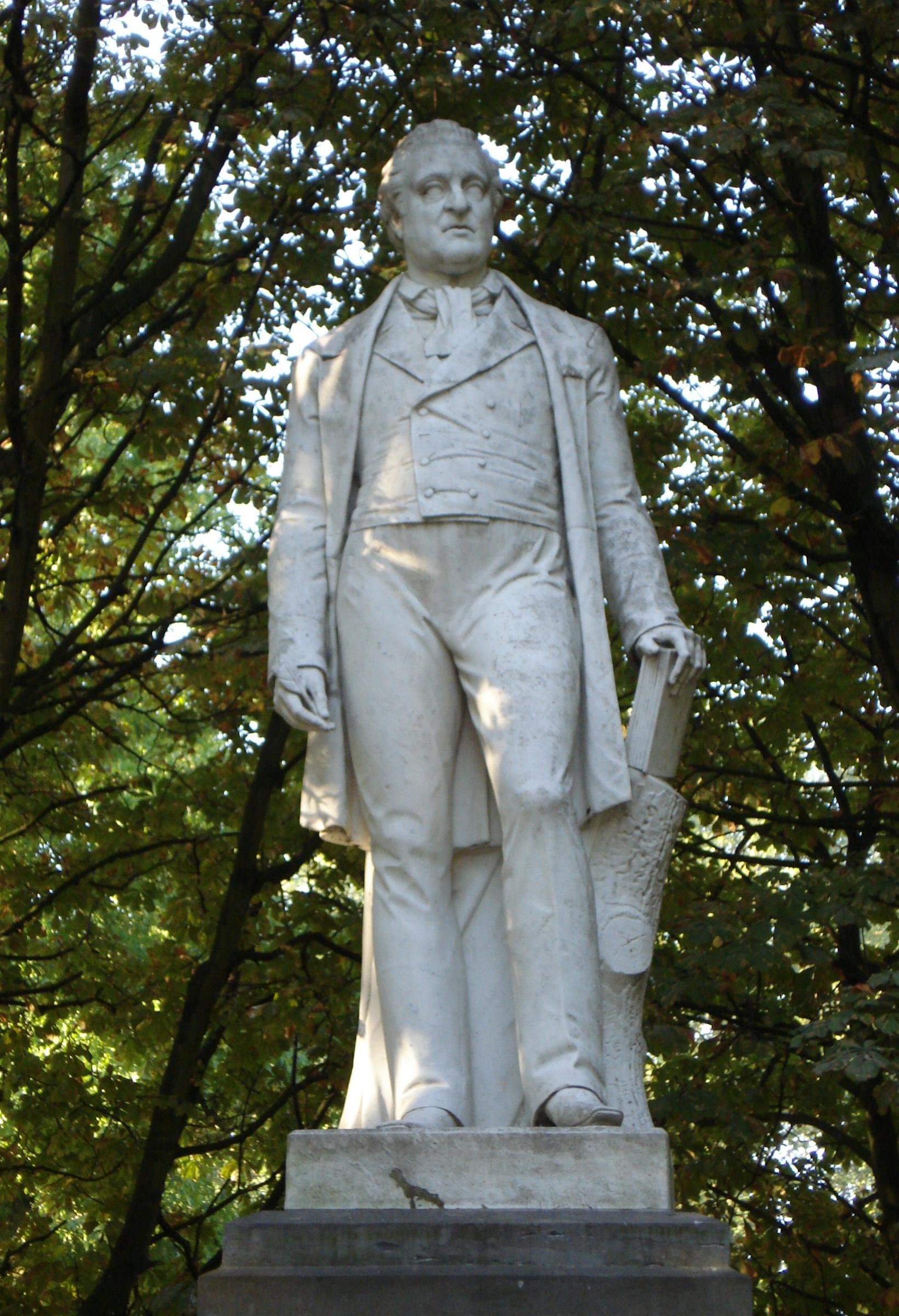
Hendrik Tollens
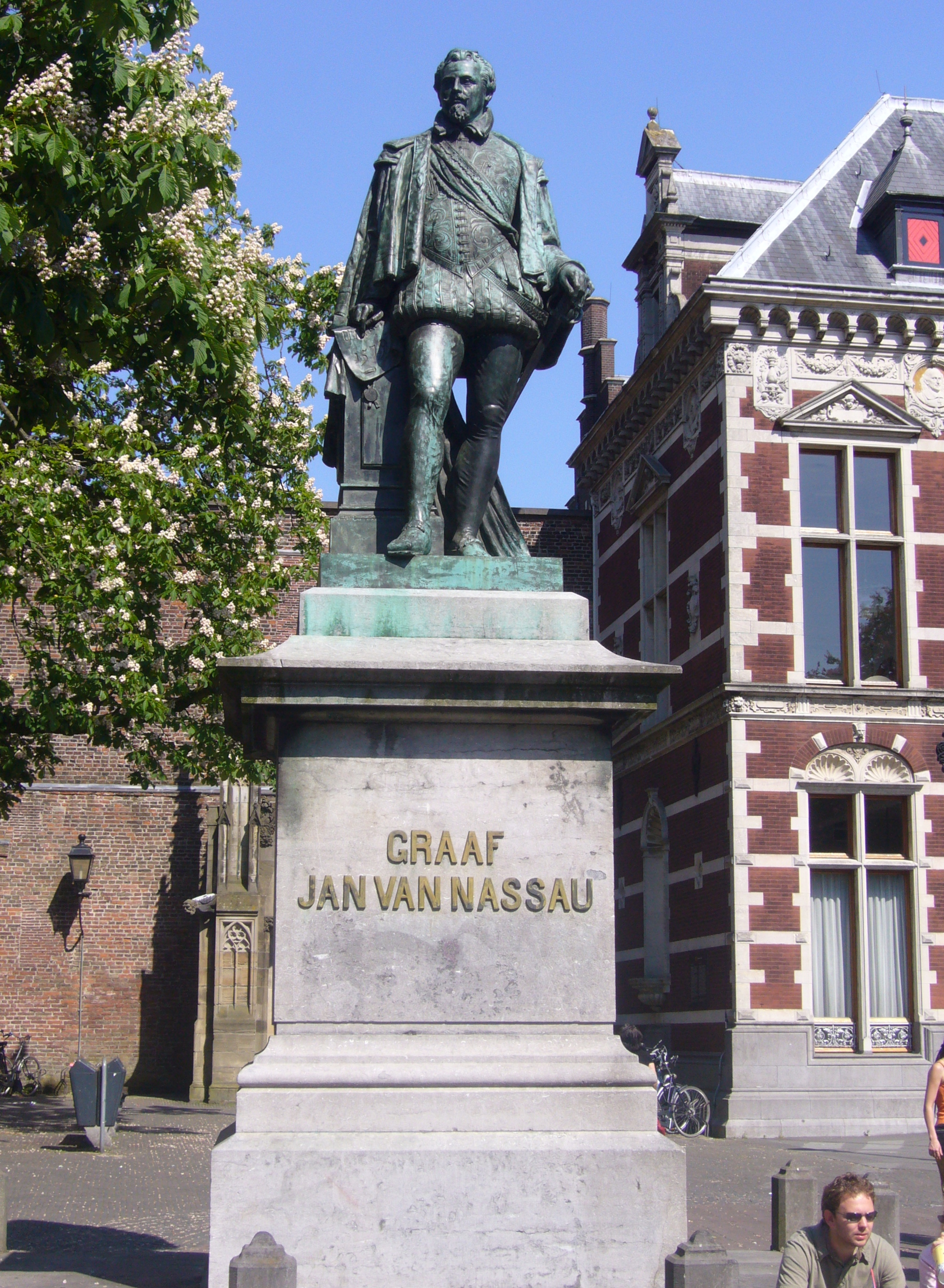
Jan van Nassau